# كوبا ليبرتادوريس 2009
كأس ليبرتادوريس دي أميريكا لعام 2009 (وتسمى رسميا كوبا سانتاندر ليبرتادوريس دي أميريكا 2009 لأسباب تتعلق بالرعاية) كانت النسخة الخمسين من كأس ليبرتادوريس، وهي البطولة السنوية الأولى للأندية التابعة لاتحاد الكونميبول.
وفاز بالبطولة نادي إستوديانتس لا بلاتا الأرجنتيني والذين ربحوا رابع لقب لهم في المسابقة والأول منذ 39 سنة. ومنذ بداية التصفيات التمهيدية عام 2004، أصبحوا أول فريق يبدأ من تلك الجولة ويربح الكأس. وضمن إستوديانتيس موطئ قدم في بطولة ريكوبا سوداميريكانا 2010 وفي كأس العالم للأندية 2009.

## تواريخ الدورات والقرعات
| المرحلة         | تاريخ القرعة   | لقاء الذهاب          | لقاء العودة          |
| --------------- | -------------- | -------------------- | -------------------- |
| المرحلة الأولى  | 25 نوفمبر 2008 | 27-29 يناير          | 3–5 فبراير           |
| المرحلة الثانية | 25 نوفمبر 2008 | 10 فبراير – 30 أبريل | 10 فبراير – 30 أبريل |
| دور الـ 16      | N/A            | 5–14 مايو            | 12–21 مايو           |
| الربع النهائي   | N/A            | 27–28 مايو           | 17–18 يونيو          |
| النصف النهائي   | N/A            | 24–25 يونيو          | 1–2 يوليو            |
| النهائي         | N/A            | 8 يوليو              | 15 يوليو             |

## قائمة الهدافين
| مركز | لاعب               | فريق                | أهداف |
| ---- | ------------------ | ------------------- | ----- |
| 1    | ماورو بوسيلي       | إستوديانتس لا بلاتا | 8     |
| 2    | خورخي دانيال نونيز | ناسيونال            | 7     |
| 2    | رودريغو تيكسيرا    | ديبورتيفو كوينكا    | 7     |
| 4    | كيريسون            | بالميراس            | 6     |
| 4    | سوزا               | غريميو              | 6     |
| 6    | بورخيس             | ساو باولو           | 5     |
| 6    | داريو فيغيروا      | كاراكاس             | 5     |
| 6    | رودريغو بالاسيو    | بوكا جونيورز        | 5     |
| 6    | مارتن باليرمو      | بوكا جونيورز        | 5     |
| 6    | ويلينغتون باوليستا | كروزيرو             | 5     |

## النهائي
لُعب النهائي بنظام الذهاب والإياب وجمع بين إستوديانتس لا بلاتا الأرجنتيني وكروزيرو البرازيلي. أُقيمت مباراة الذهاب على ملعب سيوداد دي لا بلاتا في لابلاتا (بوينس آيرس) يوم 8 يوليو 2009  بينما لُعبت مباراة الإياب على أرضية ملعب مينيراو في مدينة بيلو هوريزونتي يوم 15 يوليو 2009. فاز إستوديانتيس دي لا بلاتا على نظيره كروزيرو بنتيجة 2–1 في المجموع، ليحقق لقب البطولة للمرة الرابعة في تاريخه.